# Aéroport Reno Stead
L'aéroport Reno Stead (en anglais : Reno Stead Airport) est un aéroport desservant la ville de Reno dans le Nevada, aux États-Unis.
Il a ouvert en 1942 sous la forme d'une base militaire, la base aérienne Stead (Stead Air Force Base). Il est devenu civil en 1966.

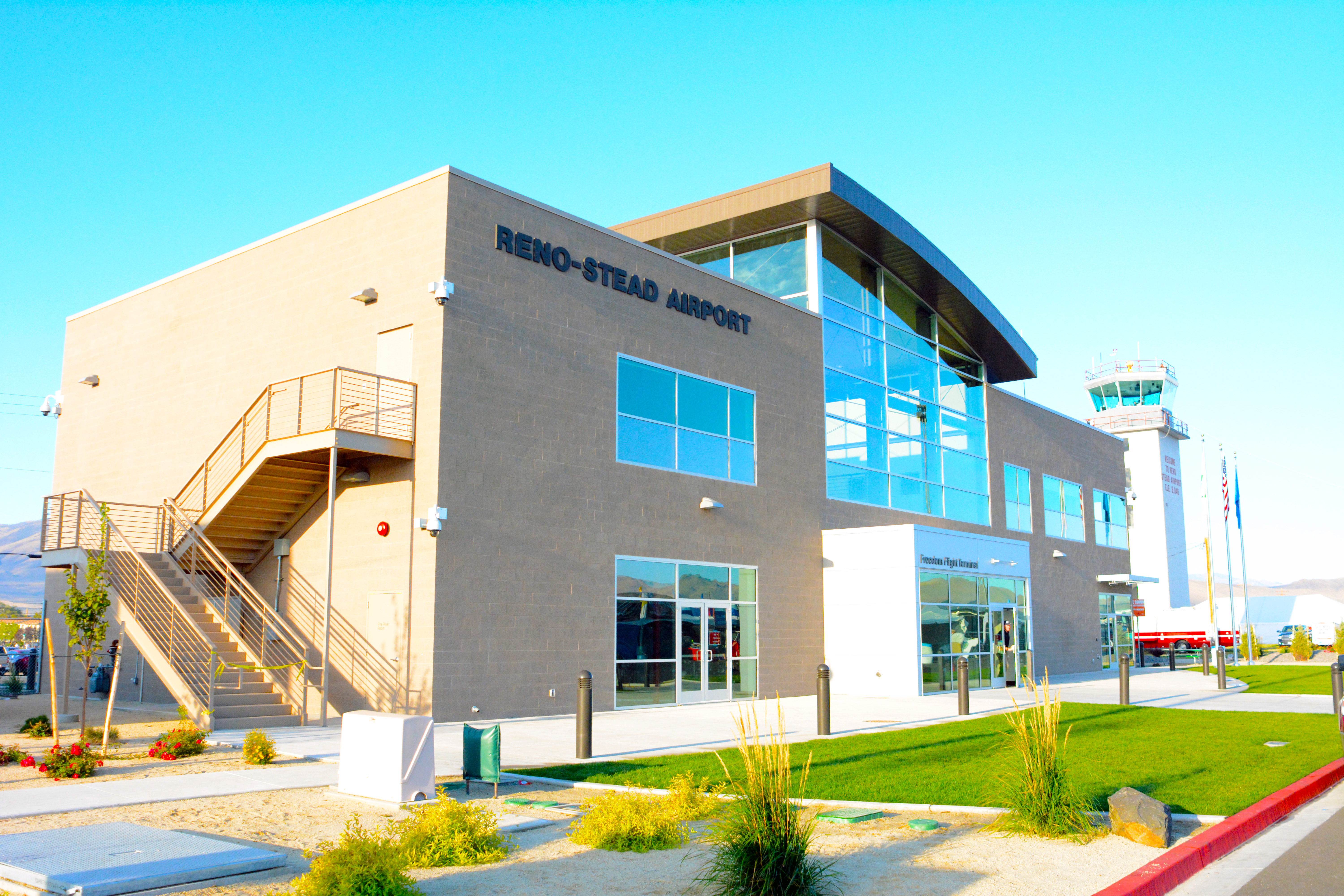
La tour de contrôle de l'aéroport Reno Stead.